# Laudo Liebenberg
Laudo Liebenberg (Città del Capo, 18 giugno 1984) è un attore e musicista sudafricano.

## Biografia
Laudo Liebenberg è nato a Città del Capo, in Sudafrica, venendo cresciuta bilingue inglese e afrikaans. Dopo aver conseguito una laurea triennale all'Università di Stellenbosch nel 2007 ha fondato il gruppo arena rock aKING, dove ricopre il ruolo di cantante, chitarrista e paroliere e col quale ha vinto il South African Music Award nel 2015 con il loro primo album in studio "Morning After".
Contemporaneamente intraprende la carriera di attore interpretando, dal 2015 al 2017, il ruolo di Dooley nella serie televisiva Black Sails, per poi prendere parte in veste di guest star a Outlander, Wynand Badenhorst, Arendsvlei e Die Byl. Nel 2023 entra a far parte del cast della serie Netflix One Piece nel ruolo di Benn Beckman.

## Vita privata
Liebenberg è sposato dal 2016 con la cantante Cara Bastian.

## Filmografia

### Cinema
- Die Versoening Van Daniel Du Randt, regia di Johannes Ferdinand Van Zyl - cortometraggio (2015)
- Twee Grade van Moord, regia di Gerrit Schoonhoven (2016)
- Canary, regia di Christiaan Olwagen (2018)
- Siklus, regia di Louis Minnaar - cortometraggio (2018)
- Ander Mens, regia di Quentin Krog (2018)
- Sporadies Nomadies, regia di Chanél Muller - cortometraggio (2022)
- Liminale, regia di Hanneke Schutte - cortometraggio (2025)

### Televisione
- Black Sails - serie TV, 27 episodi (2015-2017)
- Outlander - seria TV, episodio 3x12 (2017)
- Arendsvlei - serie TV, 5 episodi (2018)
- Warrior - serie TV, episodio 1x02 (2019)
- Die Byl - serie TV, 21 episodi (2019-2022)
- Vagrant Queen - serie TV, episodio 1x02 (2020)
- Fynskrif - serie TV, episodio 3x04 (2020)
- Duiwelspoort - serie TV, episodio 1x01 (2020)
- Ekstra Medium - serie TV, 3 episodi (2021)
- Kantlyn, regia di Dian Weys - film TV (2021)
- The Day We Didn't Meet, regia di Johan Cronje - film TV (2021)
- Motel, regia di Dian Weys - film TV (2021)
- Mis, regia di Jaco Bouwer - film TV (2021)
- Troukoors - serie TV, 4 episodi (2021)
- Asseblief & Dankie, regia di Tertius Kapp - film TV (2021)
- Afgrond - miniserie TV, 10 episodi (2021)
- Dam - serie TV, 14 episodi (2021-2022)
- Donkerbos - miniserie TV, episodio 1x07 (2022)
- Projek Dina - serie TV, 14 episodi (2023)
- One Piece - serie TV, 3 episodi (2023-in corso)
- Koek - serie TV, 4 episodi (2024)
- Wyfie - serie TV, 4 episodi (2024)
- Spooksoeker - serie TV, 13 episodi (2024-2025)
- Suidooster - serie TV, 18 episodi (2025)

## Discografia

### Con The Parlotones
- Stardust Galaxies (2009)

### Con Shortstraw
- Those Meddling Kids (2014)

### Da solista
- Beste Breyten (2009)
- Skop, Skiet & Donner (2010)
- Supernova Love (2014)
- Republiek Van Zoid Afrika, Vol. 2 (2015)
- En Vriende (2018)

### Con aKING
- Dutch Courage LP (2008)
- In The Twilight EP (2009)
- Against All Odds LP (2009)
- The Red Blooded Years LP (2011)
- Morning After LP (2014)

## Doppiatrici italiane
Nelle versioni in italiano delle opere in cui ha recitato, Laudo Liebenberg è stato doppiato da:
- Alessandro Budroni in Black Sails